# Neonectria macrodidyma
Neonectria macrodidyma är en svampart som beskrevs av Halleen, Schroers & Crous 2004. Neonectria macrodidyma ingår i släktet Neonectria och familjen Nectriaceae.   Inga underarter finns listade i Catalogue of Life.